# مقاطعة شيويا
مقاطعة شيويا (塩谷郡 Shioya-gun) هي إحدى مقاطعات اليابان تقع في محافظة توتشيغي. اعتبارا من عام 2003، بلغ عدد سكان المقاطعة 57،656 نسمةوالكثافة السكانية 60.91 نسمة لكل كيلومتر مربع. ومساحتها الإجمالية 946.53 كيلومتر مربع.

## المدن والقرى
- شيويا
- تاكانيزاوا